# Gagos (Celorico de Basto)
Gagos ist ein Ort und eine ehemalige Gemeinde (Freguesia) im portugiesischen Kreis Celorico de Basto. Die Gemeinde hatte 628 Einwohner (Stand 30. Juni 2011).
Am 29. September 2013 wurden die Gemeinden Gagos, Molares und Veade zur neuen Gemeinde União das Freguesias de Veade, Gagos e Molares zusammengeschlossen.